# 트랴브나

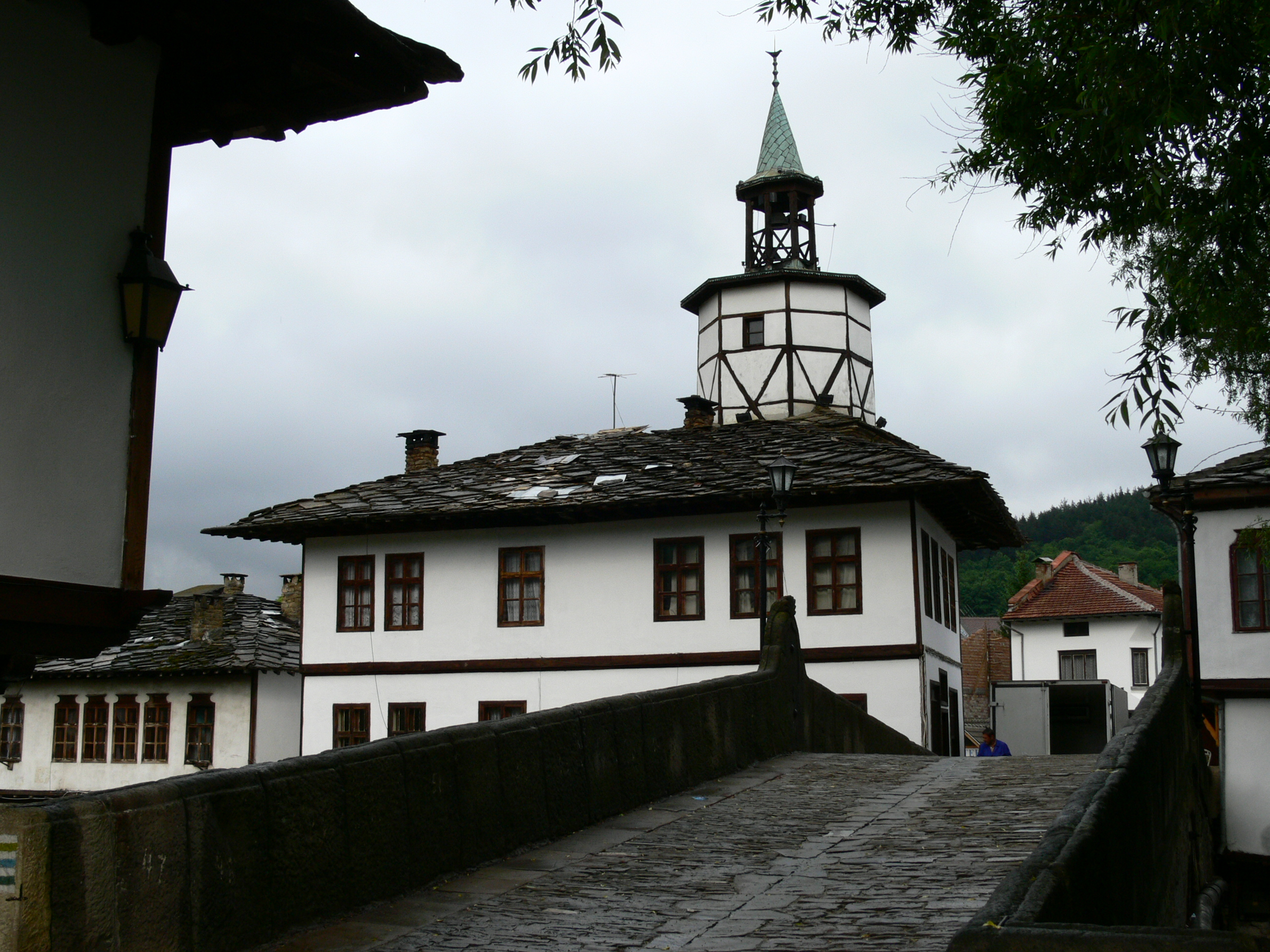
트랴브나

트랴브나(불가리아어: Трявна, Tryavna)는 불가리아 중부에 위치한 가브로보주의 도시로 높이는 434m, 인구는 9,831명(2009년 기준)이다. 가브로보와 가까운 편이며 발칸산맥의 북쪽 기슭에 위치한다. 불가리아 민족 부흥기에 지어진 건축물과 섬유공학으로 유명한 곳이며 불가리아의 시인인 펜초 슬라베이코프가 태어난 곳이기도 하다.

## 같이 보기
- 불가리아의 역사
- 가브로보